# Rivadavia (departament)
Departament Rivadavia (hiszp. Departamento Rivadavia) – departament położony w prowincji Salta. Stolicą departamentu jest Rivadavia. W 2010 roku populacja departamentu wynosiła 30357.
Departament jest położony we wschodniej części prowincji. Od wschodu graniczy z prowincjami Chaco i Formosa. Od południa i zachodu z departamentem Anta, od zachodu z departamentem Oran i departamentem General José de San Martín. Od północy graniczy z Boliwią i Urugwajem.
Przez departament przechodzi jedna główna droga Droga krajowa 81.
W skład departamentu wchodzą m.in. miejscowości:* Coronel Juan Solá, Santa Victoria Este,
La Unión, Los Blancos, Santa María, Alto de la Sierra, Santa Rosa, Capitán Juan Pagé, Pluma de Pato, El Barrial, Payogastilla.